# Hans-Heinrich Egeberg

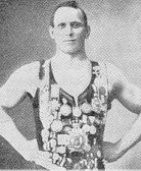
Hans Heinrich Egeberg

Hans-Heinrich Egeberg (* 26. April 1877 in Kopenhagen; † unbekannt) war ein dänischer Ringer. Er war in der Frühzeit des modernen Ringens zweimal Welt- und fünfmal Europameister im griechisch-römischen Stil im Schwergewicht.

## Werdegang
Hans-Heinrich Egeberg war einer der ersten Ringer des modernen Ringens, der die absolute Weltspitze darstellte. Er rang für den Verein Hermod Kopenhagen und zwar, wie damals üblich, nur im griechisch-römischen Stil. Mit einem Körpergewicht von ca. 100 kg rang er immer im Schwergewicht. Zu Beginn seiner Laufbahn, 1901 wurde er erstmals dänischer Meister, gab es bei den meisten Wettkämpfen noch keine Gewichtsklasseneinteilung. 1902 wurde er wieder dänischer Meister und startete zum ersten Mal bei einer internationalen Meisterschaft, die damals alle inoffiziellen Charakter hatten, der Europameisterschaft in Den Haag. Diese Meisterschaft wurde ohne Gewichtsklasseneinteilung ausgetragen und Hans-Heinrich Egeberg siegte am 4. Januar 1902 vor den beiden Niederländern J. Koelink und A. Kok. Damit war er erst der zweite Europameister nach Georg Hackenschmidt aus Russland 1898.
1903 fand eine inoffizielle Europameisterschaft in Rotterdam statt. Hans-Heinrich Egeberg wurde dort im Endkampf von Gustav Frištenský aus Böhmen geschultert und belegte hinter diesem den 2. Platz.
In den Jahren 1904 bis 1906 hielt sich Hans-Heinrich Egeberg in den Vereinigten Staaten auf und bestritt dort Profiwettkämpfe. Nach seiner Rückkehr 1907 wurde er reamateurisiert.
1907 wurde er dann in Frankfurt am Main erstmals Weltmeister in der Gewichtsklasse über 85 kg Körpergewicht vor dem Deutschen Allroundkönner Heinrich Rondi, der neben dem Ringen auch als Gewichtheber glänzte und 1906 Olympiasieger im Tauziehen war.
1908 wurde Hans-Heinrich Egeberg auch in Wien Weltmeister. Er benötigte dazu sechs Siege, um vor den Österreichern Josef Rossum und Josef Panzer zu gewinnen. Bei der Weltmeisterschaft 1909 in Wien kam er im Schwergewicht hinter Anton Schmitz aus Österreich auf den 2. Platz. Neben der Niederlage gegen Schmitz feierte er bei dieser Weltmeisterschaft fünf Siege.
1909 wurde Hans-Heinrich Egeberg zudem bei zwei verschiedenen Veranstaltungen Europameister im Schwergewicht. In Malmö siegte er vor den Schweden Alfred Lindblad und Gustaf Malmqvist und in Dresden siegte er vor den Deutschen Paul Wätzig und Josef Lehner.
Die letzte internationale Meisterschaft, die er bestritt, war die Europameisterschaft 1910 in Budapest. Dort gelang ihm im Kampf um den Titel die Revanche gegen Anton Schmitz für die Niederlage bei der Weltmeisterschaft 1909 in Wien. Josef Bechyne aus Böhmen, Josef Rossum und Tibor Fischer aus Ungarn kamen auf die weiteren Plätze.
Olympischen Lorbeer konnte Hans-Heinrich Egeberg nicht erringen. Er war bei keinen der Olympischen Spiele, die von 1900 bis 1912 stattfanden und bei denen seine Teilnahme möglich gewesen wäre, am Start.

## Internationale Erfolge
(WM = Weltmeisterschaft, EM = Europameisterschaft, GR = griechisch-römischer Stil)
- 1902, 1. Platz, EM in Den Haag, GR, ohne Gewichtsbeschränkung, vor J. Koelink und A. Kok, bde. Niederlande;
- 1903, 2. Platz, EM in Rotterdam, GR, ohne Gewichtsbeschränkung, hinter Gustav Frištenský, Böhmen und vor Joseph Plombe, Belgien;
- 1907, 1. Platz, WM in Frankfurt am Main, GR, S (+ 85 kg), vor Heinrich Rondi und Gustav Sperling, bde. Deutschland und Carl Jensen, Dänemark;
- 1908, 1. Platz, WM in Wien, GR, S (+ 75 kg), vor Josef Rossum und Josef Panzer, bde. Österreich, Hugo Payr, Ungarn und Alcidio Nardi, Österreich;
- 1909, 1. Platz, EM in Dresden, GR, S (+ 80 kg), vor Paul Wätzig und Josef Lehner, bde. Deutschland und Josef Bechyne, Böhmen;
- 1909, 2. Platz, WM in Wien, GR, S (+ 75 kg), hinter Anton Schmitz, Österreich und vor Josef Bechyne, Anton Kossar und Adolf Hinner, bde. Österreich;
- 1909, 1. Platz, EM in Malmö, GR, S (+ 82,5 kg), vor Alfred Lindblad und Gustaf Malmqvist, bde Schweden;
- 1910, 1. Platz, EM in Budapest, GR, S (+ 85 kg), vor Anton Schmitz, Josef Bechyne, Josef Rossum und Tibor Fischer, Ungarn

## Dänische Meisterschaften
Hans-Heinrich Egeberg wurde in den Jahren 1901, 1902 und 1909 dänischer Meister. 1908 belegte er den 2. Platz.